# Adam Kucharzewski

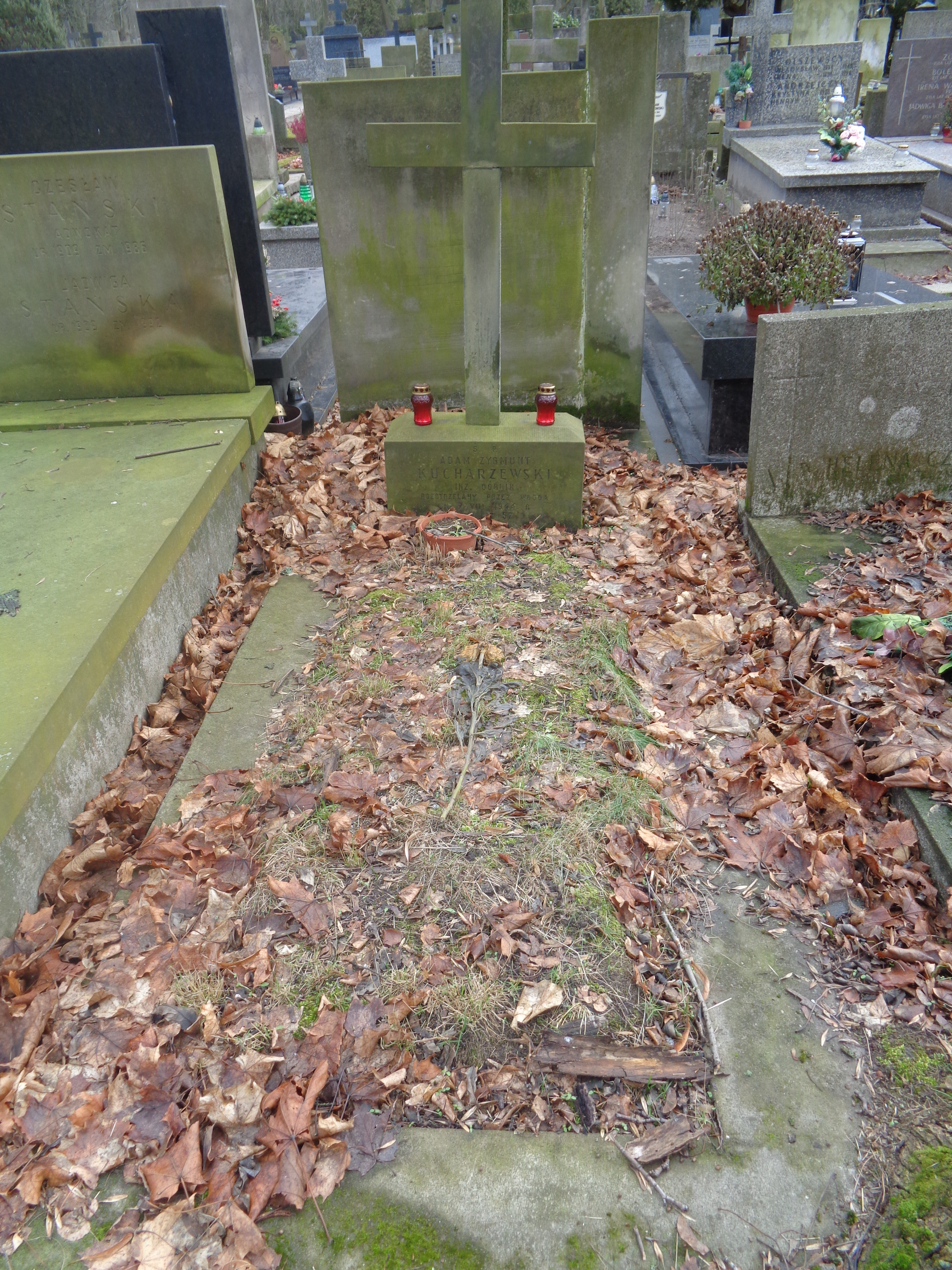
Grób Adama Kucharzewskiego na Cmentarzu Powązkowskim

Adam Zygmunt Kucharzewski (ur. 23 lub 24 grudnia 1886, zm. 7 sierpnia 1944 w Warszawie) – polski inżynier górniczy, kapitan rezerwy piechoty Wojska Polskiego.

## Życiorys
Urodził się 23 lub 24 grudnia 1886. Po odzyskaniu przez Polskę niepodległości został przyjęty do Wojska Polskiego. Został awansowany do stopnia kapitan rezerwy piechoty ze starszeństwem z 1 czerwca 1919. W 1923, 1924 był oficerem rezerwowym 11 Pułku Piechoty w garnizonie Tarnowskie Góry. W 1934 jako kapitan rezerwy piechoty był przydzielony do Oficerskiej Kadry Okręgowej nr I jako oficer po ukończeniu 40. roku życia i pozostawał wówczas w ewidencji Powiatowej Komendy Uzupełnień Warszawa Miasto III.
Ukończył studia uzyskując tytuł inżyniera górniczego. Był autorem wydanego w 1925 przekładu książki pt. Wykresy Gantt'a jako środek organizacji autorstwa Wallace'a Clarka (wydanie II w 1930). Działał w Stowarzyszeniu Techników Polskich w Warszawie. Do 1939 zamieszkiwał przy ulicy Grójeckiej 40 w Warszawie.
Został rozstrzelany przez Niemców podczas powstania warszawskiego 7 sierpnia 1944. Został pochowany na cmentarzu Powązkowskim w Warszawie (kwatera 131-6-4).

## Ordery i odznaczenia
- Krzyż Kawalerski Orderu Odrodzenia Polski (2 maja 1922)[13][14]